# Марьина роща (Чернигов)
Марьина роща (укр. Мар'їн гай) — городской лесопарк, расположенный на территории Деснянского района Чернигова. Площадь — 7,8, 12,5, 7,9 га.

## История
В 19 веке на правом берегу Стрижня по обе стороны улицы Богоявленская (ныне Шевченко) была земля городской думы, которая сдавалась в аренду под огороды. В 1891 году дума решила засадить эту землю деревьями. В 1893 году был засажен и левый берег реки. Молодая роща получила название Марьина, очевидно, наследуя пример Москвы, где были рощи с таким названием. Многие деревья, высаженные в те годы, сохранились до наших дней. 
В 1972 году вековой дуб, расположенный в роще, получил статус ботанический памятник природы местного значения с площадью 0,01 га.
В 2015 году была проведена реконструкция парка (инфраструктура: установлены лавочки, урны, создана детская площадка, ремонт ступенек) за счет партии УКРОП.
5 апреля 2017 года была высажена аллея черёмухи, посвящённая 31-й годовщине трагических событий Чернобыльской АЭС и почтению памяти Героев Чернобыля.
В 2020 году обсуждалась концепция будущего проекта дворца спорта на территории Марьиной рощи, площадью 9300 м².

## Описание
Марьина роща расположена на востоке исторической части Чернигова окольный град южнее Красного моста на правобережье поймы реки Стрижень и ограничена улицами Шевченко и Пушкина.
Абсолютные высоты колеблются в пределах 110-115 м над уровнем моря: наинизшая точка — урез воды реки Стрижень 110 м над у.м., наивысшая точка — западная периферийная часть (возле улицы Василия Тарновского) 115 м над уровнем моря, средняя высота бо́льшей части урочища — 110-112 м над уровнем моря.
В прибрежной зоне реки Стрижень действует природоохранный режим, ограничивающий хозяйственную деятельность человека. Местность парка разделена каналом для ливнёвых вод (шириной до 2 м), впадающим в реку Стрижень.
Транспорт: троллейбус № 1, 9 и автобус/марш. такси № 16, 27, 38, 39, 44 — ост. улица Шевченко; троллейбус № 8 и автобус/марш. такси № 7, 30, 36 — ост. улица Родимцева и Кооперативный техникум.

## Природа
Здесь насчитывается 58 видов растений, в т.ч. 21 местный вид, из 22 семейств и 32 родов. Природа парка представлена преимущественно лиственными породами деревьев; есть деревья вида дуб черешчатый возрастом свыше 100 лет (например, Марьинский). Местность равнинная.
В урочище распространены такие лесные сообщества (ценозы): Populeta tremulae (осина обыкновенная), Populeta nigrae (тополь чёрный).
Сообщества формации Populeta tremulae (осиновые леса) являются производными от дубовых, про что свидетельствует травяной ярус, приуроченность ценозов групп ассоциаций Populetа corylosа (осиновый лес лещиновый), Populetа frangulosа (осиновый лес крушиновый) и Populetа amorfosа (осиновый лес аморфовый) к плакорным и пойменным участкам.
Белотополевые и чернотополевые леса расположены в пойме рек. В древесном ярусе таких сообществ в І ярусе тополь белый (Populus alba), тополь чёрный (Populus nigra), а во ІІ подъярусе отмечены дуб черешчатый (Quercus robur), ольха чёрная (Alnus glutinosa); среди кустарников — кизил кроваво-красный (Swida sanguinea), ежевика сизая (Rubus caesius), аморфа кустарниковая (Amórpha fruticósa). Их флористический состав определяется незначительным количеством видов, в основном из группы разнотравья (кирказон ломоносовидный Aristolóchia clematítis, крапива двудомная Urtíca dióica, крапива пикульниколистная Urtica galeopsifolia, зюзник европейский Lycopus europaeus, гравилат городской Geum urbanum, вербейник монетный Lysimachia nummularia).
Тополевые леса характеризуются однообразием древесного и кустарникового ярусов (их основу формируют 10-12 видов). В последнем некоторых ценозах значительное участие таких интродуцентов как аморфа кустарниковая (Amórpha fruticósa) и пузыреплодник калинолистный (Physocarpus opulifolia). Наибольшее ценотическое и видовое разнообразие (деревьев и кустарников) обнаружено в формации осиновых лесов Populeta tremulae.